# 致埃文·漢森 (電影原聲帶)
《致埃文·漢森：電影原聲帶》（英語：Dear Evan Hansen: Original Motion Picture Soundtrack）是2021年同名电影的原声专辑，由新視鏡唱片于2021年9月24日发行。影片改编自斯蒂芬·莱文森、班杰·帕塞克和贾斯汀·保罗创作的同名舞台音乐剧，由史蒂芬·切波斯基执导，莱文森编剧。本·普拉特在片中扮演主角，重演了他在舞台剧中饰演的同一角色。